# Arturo Uslar Pietri
Arturo Uslar Pietri (Caracas, Veneçuela 1906 - íd. 2001) fou un advocat, periodista, escriptor, productor de televisió i polític veneçolà.

## Biografia
Nascut el 16 de maig de 1906 a la ciutat de Caracas, estudià Ciències polítiques a la Universitat Central de Veneçuela sent traslladat en missió diplomàtica a la ciutat de París. A la capital francesa es trobà amb diversos escriptors sud-americans, especialment els escriptors Alejo Carpentier i Miguel Ángel Asturias.
Arturo Uslar Pietri morí a Caracas el 26 de febrer de 2001, a l'edat de 94 anys.

## Activitat política
El 1935, a la mort del dictador Juan Vicente Gómez, Uslar Pietri va esdevenir un polític actiu al seu país escrivint nombrosos articles periodístics a la premsa local. Entre 1939 i 1941 va esdevenir Ministre d'Educació, entre 1941 i 1943 i 1944 i 1945 secretari de la Presidència de la República, el 1943 Ministre d'Hisenda i el 1945 Ministre de l'Interior. El 1948 hagué d'abandonar la política per agitacions populars que feren caure el govern, instal·lant-se a Nova York per retornar dos anys després com a senador. El 1963 lluità per la presidència de Veneçuela, sent derrotat per Raúl Leoni.
A partir d'aquell moment es distancià de la política per esdevenir director del diari El Nacional entre 1969 i 1974, sent aquell any nomenat ambaixador veneçolà davant la UNESCO. A partir de 1979 es concentrà en l'escriptura i l'educació. Entre 1953 i 1987 realitzà un programa diaria a la televisió veneçolana Valores Humanos, un programa on es parlava dels problemes mundials de l'actualitat.
El 1990 fou guardonat amb el Premi Príncep d'Astúries de les Lletres creador de la novel·la històrica moderna a Llatinoamèrica, que la seva incessant i fructífera activitat literària ha contribuït a vivificar el castellà com a llengua comuna, il·luminar la imaginació del Nou Món i enriquir la continuïtat cultural de les Amèriques.

## Obra publicada
- Barrabas y otros relatos (recull de contes, 1928)
- Las Lanzas Coloradas (novel·la, 1931)
- Red (1936)
- Las visiones del camino (1945)
- Sumario de economía venezolana para alivio de estudiantes (1945)
- El camino de El Dorado (novel·la, 1947)
- Letras y hombres de Venezuela (1948)
- De una a otra Venezuela (1949)
- Treinta hombres y sus sombras (recull de contes, 1949)
- Las nubes (1951)
- Apuntes para retratos (1952)
- Tierra venezolana (1953)
- Tiempo de contar (1954)
- El otoño en Europa (1954)
- Pizarrón (1955)
- Valores humanos. Charlas por televisión. Tomo I (1955)
- Breve historia de la novela hispanoamericana (1955)
- Valores humanos. Charlas por televisión. Tomo II (1956)
- Valores humanos. Charlas por televisión. Tomo III (1958)
- Teatro. El día de Antero Alban. La Tebaida. El Dios invisible. La fuga de Miranda. (1958)
- Valores humanos. Biografías y evocaciones (1964)
- La palabra compartida. Discursos en el Parlamento (1959-1963) (1964)
- Estación de máscaras. El laberinto de fortuna (novel·la, 1964)
- Hacia el humanismo democrático (1965)
- Pasos y pasajeros (recull de contes, 1966)
- Petróleo de vida o muerte (1966)
- La lluvia y otros cuentos (recull de contes, 1967)
- Oraciones para despertar (1967)
- Las vacas gordas y las vacas flacas (1968)
- En busca del nuevo mundo (1969)
- Treinta cuentos (Antologia, 1969)
- La vuelta al mundo en diez trancos (1971)
- Vista desde un punto (1971)
- Bolivariana (1972)
- Manoa: 1932-1972 (1973)
- La otra América (1974)
- Camino de cuento (1975)
- El globo de colores (1975)
- Viva voz (1975)
- Oficio de difuntos (novel·la, 1976)
- El prójimo y otros cuentos (1978)
- Fantasmas de dos mundos (1979)
- Los ganadores (1980)
- Cuéntame a Venezuela (1981)
- Educar para Venezuela (1981)
- La isla de Robinson (1981)
- Fachas, fechas y fichas (1982)
- Bolívar hoy (1983)
- Venezuela en el petróleo (1984)
- Medio milenio de Venezuela (1986)
- Raíces venezolanas (1986)
- Bello el venezolano (1986)
- Godos, insurgentes y visionarios (1986)
- El hombre que voy siendo (1986)
- La visita en el tiempo (1990)
- La creación del Nuevo Mundo (novel·la, 1990)
- Golpe y Estado en Venezuela (1992)
- Del Cerro de Plata a los caminos extraviados (1994)